# Llista de participants al Tour de França de 2012
El Tour de França de 2012 serà disputat per 198 corredors repartits entre 22 equips.

## Llista de participants
- Llista de sortida completa

| Llegenda                 | Llegenda | Llegenda              | Llegenda                                                                                         |
| ------------------------ | --- | --------------------- | ------------------------------------------------------------------------------------------------ |
| #                        | Dorsal de sortida que du el ciclista al Tour                                                                | Pos.                  | Posició final a la classificació general                                                         |
| Mallot groc              | Vencedor de la classificació general                                                                        | Mallot de la muntanya | Vencedor de la classificació de la muntanya                                                      |
| Mallot verd              | Vencedor de la classificació per punts                                                                      | Mallot blanc          | Vencedor de la classificació dels joves                                                          |
| classificació per equips | Vencedor de la classificació per equips                                                                     | Combativitat          | Vencedor de la combativitat                                                                      |
| NP                       | Indica un ciclista que no ha pres la sortida en una etapa, seguit del número de l'etapa en què s'ha retirat | AB                    | Indica un ciclista que no ha finalitzat una etapa, seguit del número d'etapa en què s'ha retirat |
| HD                       | Indica un ciclista que ha finalitzat una etapa fora de control, seguit del número d'etapa                   | EX                    | Corredor exclòs per no respectar el reglament                                                    |
| *                        | Indica un corredor que lluita pel mallot blanc                                                              |                       |                                                                                                  |

| BMC Racing Team · BMC             | BMC Racing Team · BMC                                          | BMC Racing Team · BMC |
| --------------------------------- | -------------------------------------------------------------- | --------------------- |
| Núm.                              | Ciclista                                                       | Pos.                  |
| 1                                 | Cadel Evans (AUS)                                              | 7è                    |
| 2                                 | Marcus Burghardt (GER)                                         | 58è                   |
| 3                                 | Steven Cummings (GBR)                                          | 95è                   |
| 4                                 | Philippe Gilbert (BEL) · → Campió de Bèlgica en contrarellotge | 46è                   |
| 5                                 | George Hincapie (EUA)                                          | 38è                   |
| 6                                 | Amaël Moinard (FRA)                                            | 45è                   |
| 7                                 | Manuel Quinziato (ITA)                                         | 109è                  |
| 8                                 | Michael Schär (SUI)                                            | 49è                   |
| 9                                 | Tejay van Garderen (EUA)*                                      | 5è                    |
| Director esportiu : John Lelangue |                                                                |                       |

| RadioShack-Nissan · RNT            | RadioShack-Nissan · RNT                                        | RadioShack-Nissan · RNT |
| ---------------------------------- | -------------------------------------------------------------- | ----------------------- |
| Núm.                               | Ciclista                                                       | Pos.                    |
| 11                                 | Fränk Schleck (LUX)                                            | NP-16                   |
| 12                                 | Fabian Cancellara (SUI) · → Campió de Suïssa en contrarellotge | NP-11                   |
| 13                                 | Tony Gallopin (FRA)*                                           | AB-13                   |
| 14                                 | Christopher Horner (EUA)                                       | 13è                     |
| 15                                 | Andreas Klöden (GER)                                           | 11è                     |
| 16                                 | Maxime Monfort (BEL)                                           | 16è                     |
| 17                                 | Iaroslav Popòvitx (UKR)                                        | 76è                     |
| 18                                 | Jens Voigt (GER)                                               | 52è                     |
| 19                                 | Haimar Zubeldia (ESP)                                          | 6è                      |
| Director esportiu : Alain Gallopin |                                                                |                         |

| Team Europcar · EUC                   | Team Europcar · EUC       | Team Europcar · EUC |
| ------------------------------------- | ------------------------- | ------------------- |
| Núm.                                  | Ciclista                  | Pos.                |
| 21                                    | Thomas Voeckler (FRA)     | 26è                 |
| 22                                    | Yukiya Arashiro (JPN)     | 84è                 |
| 23                                    | Giovanni Bernaudeau (FRA) | AB-15               |
| 24                                    | Cyril Gautier (FRA)*      | 61è                 |
| 25                                    | Yohann Gène (FRA)         | 139è                |
| 26                                    | Vincent Jérôme (FRA)      | AB-15               |
| 27                                    | Christophe Kern (FRA)     | 83è                 |
| 28                                    | Davide Malacarne (ITA)*   | 59è                 |
| 29                                    | Pierre Rolland (FRA)      | 8è                  |
| Director esportiu : Dominique Arnould |                           |                     |

| Euskaltel–Euskadi · EUS                 | Euskaltel–Euskadi · EUS  | Euskaltel–Euskadi · EUS |
| --------------------------------------- | ------------------------ | ----------------------- |
| Núm.                                    | Ciclista                 | Pos.                    |
| 31                                      | Samuel Sánchez (ESP)     | AB-8                    |
| 32                                      | Mikel Astarloza (ESP)    | AB-6                    |
| 33                                      | Jorge Azanza (ESP)       | 74è                     |
| 34                                      | Gorka Izagirre (ESP)*    | 39è                     |
| 35                                      | Egoi Martínez (ESP)      | 17è                     |
| 36                                      | Rubén Pérez Moreno (ESP) | 87è                     |
| 37                                      | Amets Txurruka (ESP)     | NP-7                    |
| 38                                      | Pablo Urtasun (ESP)      | 134è                    |
| 39                                      | Gorka Verdugo (ESP)      | AB-8                    |
| Director esportiu : Gorka Gerrikagoitia |                          |                         |

| Lampre-ISD · LAM                      | Lampre-ISD · LAM          | Lampre-ISD · LAM |
| ------------------------------------- | ------------------------- | ---------------- |
| Núm.                                  | Ciclista                  | Pos.             |
| 41                                    | Michele Scarponi (ITA)    | 24è              |
| 42                                    | Grega Bole (SVN)          | AB-16            |
| 43                                    | Danilo Hondo (GER)        | 86è              |
| 44                                    | Yuriy Krivtsov (FRA)      | HD-11            |
| 45                                    | Matthew Lloyd (AUS)       | AB-10            |
| 46                                    | Marco Marzano (ITA)       | 80è              |
| 47                                    | Alessandro Petacchi (ITA) | HD-11            |
| 48                                    | Simone Stortoni (ITA)     | 69è              |
| 49                                    | Davide Viganò (ITA)       | AB-6             |
| Director esportiu : Fabrizio Bontempi |                           |                  |

| Liquigas-Cannondale · LIQ        | Liquigas-Cannondale · LIQ                          | Liquigas-Cannondale · LIQ |
| -------------------------------- | -------------------------------------------------- | ------------------------- |
| Núm.                             | Ciclista                                           | Pos.                      |
| 51                               | Vincenzo Nibali (ITA)                              | 3r                        |
| 52                               | Ivan Basso (ITA)                                   | 25è                       |
| 53                               | Federico Canuti (ITA)                              | 114è                      |
| 54                               | Kristjan Koren (SVN)                               | 98è                       |
| 55                               | Dominik Nerz (GER)*                                | 47è                       |
| 56                               | Daniel Oss (ITA)*                                  | 105è                      |
| 57                               | Peter Sagan (SVK)* · → Campió d'Eslovàquia en ruta | 42è                       |
| 58                               | Sylwester Szmyd (POL)                              | 71è                       |
| 59                               | Alessandro Vanotti (ITA)                           | 118è                      |
| Director esportiu : Mario Scirea |                                                    |                           |

| Garmin-Sharp · GRS                     | Garmin-Sharp · GRS                                                   | Garmin-Sharp · GRS |
| -------------------------------------- | -------------------------------------------------------------------- | ------------------ |
| Núm.                                   | Ciclista                                                             | Pos.               |
| 61                                     | Ryder Hesjedal (CAN)                                                 | NP-7               |
| 62                                     | Thomas Danielson (EUA)                                               | AB-6               |
| 63                                     | Tyler Farrar (EUA)                                                   | 151è               |
| 64                                     | Robert Hunter (RSA) · → Campió de Sud-àfrica en ruta                 | NP-7               |
| 65                                     | Daniel Martin (IRL)                                                  | 35è                |
| 66                                     | David Millar (GBR)                                                   | 106è               |
| 67                                     | Johan Vansummeren (BEL)                                              | 147è               |
| 68                                     | Christian Vande Velde (EUA)                                          | 60è                |
| 69                                     | David Zabriskie (EUA) · → Campió dels Estats Units en contrarellotge | 100è               |
| Director esportiu : Jonathan Vaughters |                                                                      |                    |

| AG2R La Mondiale · ALM             | AG2R La Mondiale · ALM       | AG2R La Mondiale · ALM |
| ---------------------------------- | ---------------------------- | ---------------------- |
| Núm.                               | Ciclista                     | Pos.                   |
| 71                                 | Jean-Christophe Péraud (FRA) | 44è                    |
| 72                                 | Maxime Bouet (FRA)           | 55è                    |
| 73                                 | Mikaël Cherel (FRA)          | 62è                    |
| 74                                 | Hubert Dupont (FRA)          | NP-7                   |
| 75                                 | Sébastien Hinault (FRA)      | 122è                   |
| 76                                 | Blel Kadri (FRA)             | 89è                    |
| 77                                 | Sébastien Minard (FRA)       | 65è                    |
| 78                                 | Christophe Riblon (FRA)      | 73è                    |
| 79                                 | Nicolas Roche (IRL)          | 12è                    |
| Director esportiu : Vincent Lavenu |                              |                        |

| Cofidis · COF                   | Cofidis · COF                                               | Cofidis · COF |
| ------------------------------- | ----------------------------------------------------------- | ------------- |
| Núm.                            | Ciclista                                                    | Pos.          |
| 81                              | Rein Taaramäe (EST)* · → Campió d'Estònia en contrarellotge | 36è           |
| 82                              | Rémy di Grégorio (FRA)                                      | EX-10         |
| 83                              | Samuel Dumoulin (FRA)                                       | 107è          |
| 84                              | Nicolas Edet (FRA)*                                         | 128è          |
| 85                              | Julien Fouchard (FRA)                                       | 149è          |
| 86                              | Jan Ghyselinck (BEL)*                                       | 152è          |
| 87                              | Luis Ángel Maté (ESP)                                       | 130è          |
| 88                              | David Moncoutié (FRA)                                       | AB-12         |
| 89                              | Romain Zingle (BEL)*                                        | 90è           |
| Director esportiu : Didier Rous |                                                             |               |

| Saur-Sojasun · SAU                  | Saur-Sojasun · SAU       | Saur-Sojasun · SAU |
| ----------------------------------- | ------------------------ | ------------------ |
| Núm.                                | Ciclista                 | Pos.               |
| 91                                  | Jérôme Coppel (FRA)      | 21è                |
| 92                                  | Anthony Delaplace (FRA)* | AB-7               |
| 93                                  | Jimmy Engoulvent (FRA)   | 153è               |
| 94                                  | Brice Feillu (FRA)       | 91è                |
| 95                                  | Fabrice Jeandesboz (FRA) | 54è                |
| 96                                  | Cyril Lemoine (FRA)      | 136è               |
| 97                                  | Guillaume Levarlet (FRA) | 75è                |
| 98                                  | Jean-Marc Marino (FRA)   | 131è               |
| 99                                  | Julien Simon (FRA)       | 92è                |
| Director esportiu : Lylian Lebreton |                          |                    |

| Team Sky · SKY                 | Team Sky · SKY                                            | Team Sky · SKY |
| ------------------------------ | --------------------------------------------------------- | -------------- |
| Núm.                           | Ciclista                                                  | Pos.           |
| 101                            | Bradley Wiggins (GBR)                                     | 1r             |
| 102                            | Edvald Boasson Hagen (NOR)* · → Campió de Noruega en ruta | 56è            |
| 103                            | Mark Cavendish (GBR) · → Campió del món en ruta           | 142è           |
| 104                            | Bernhard Eisel (AUT)                                      | 146è           |
| 105                            | Christopher Froome (GBR)                                  | 2n             |
| 106                            | Christian Knees (GER)                                     | 82è            |
| 107                            | Richie Porte (AUS)                                        | 34è            |
| 108                            | Michael Rogers (AUS)                                      | 23è            |
| 109                            | Kanstantsín Siutsou (BLR)                                 | AB-3           |
| Director esportiu : Sean Yates |                                                           |                |

| Lotto-Belisol · LTB               | Lotto-Belisol · LTB         | Lotto-Belisol · LTB |
| --------------------------------- | --------------------------- | ------------------- |
| Núm.                              | Ciclista                    | Pos.                |
| 111                               | Jurgen van den Broeck (BEL) | 4t                  |
| 112                               | Lars Ytting Bak (DEN)       | 96è                 |
| 113                               | Francis de Greef (BEL)      | 102è                |
| 114                               | André Greipel (GER)         | 123è                |
| 115                               | Adam Hansen (AUS)           | 81è                 |
| 116                               | Gregory Henderson (AUS)     | 124è                |
| 117                               | Jürgen Roelandts (BEL)      | 104è                |
| 118                               | Marcel Sieberg (GER)        | 132è                |
| 119                               | Jelle Vanendert (BEL)       | 29è                 |
| Director esportiu : Herman Frison |                             |                     |

| Vacansoleil-DCM · VCD                 | Vacansoleil-DCM · VCD                                             | Vacansoleil-DCM · VCD |
| ------------------------------------- | ----------------------------------------------------------------- | --------------------- |
| Núm.                                  | Ciclista                                                          | Pos.                  |
| 121                                   | Lieuwe Westra (NED) · Campió dels Països Baixos en contrarellotge | AB-11                 |
| 122                                   | Kris Boeckmans (BEL)*                                             | 115è                  |
| 123                                   | Johnny Hoogerland (NED)                                           | 57è                   |
| 124                                   | Gustav Larsson (SWE) · → Campió de Suècia en contrarellotge       | AB-11                 |
| 125                                   | Marco Marcato (ITA)                                               | 67è                   |
| 126                                   | Wout Poels (NED)*                                                 | AB-6                  |
| 127                                   | Rob Ruijgh (NED)                                                  | AB-11                 |
| 128                                   | Rafael Valls (ESP)*                                               | 41è                   |
| 129                                   | Kenny van Hummel (NED)                                            | AB-15                 |
| Director esportiu : Michel Cornelisse |                                                                   |                       |

| Team Katusha · KAT               | Team Katusha · KAT                                        | Team Katusha · KAT |
| -------------------------------- | --------------------------------------------------------- | ------------------ |
| Núm.                             | Ciclista                                                  | Pos.               |
| 131                              | Denís Ménxov (RUS) · → Campió de Rússia en contrarellotge | 15è                |
| 132                              | Giampaolo Caruso (ITA)                                    | 37è                |
| 133                              | Óscar Freire (ESP)                                        | NP-7               |
| 134                              | Vladímir Gússev (RUS)                                     | AB-16              |
| 135                              | Joan Horrach (ESP)                                        | 119è               |
| 136                              | Aleksandr Kuschynski (BLR)                                | 145è               |
| 137                              | Luca Paolini (ITA)                                        | 108è               |
| 138                              | Iuri Trofímov (RUS)                                       | 51è                |
| 139                              | Eduard Vorgànov (RUS) · → Campió de Rússia en ruta        | 19è                |
| Director esportiu : Valerio Piva |                                                           |                    |

| FDJ-BigMat · FDJ                  | FDJ-BigMat · FDJ                                      | FDJ-BigMat · FDJ |
| --------------------------------- | ----------------------------------------------------- | ---------------- |
| Núm.                              | Ciclista                                              | Pos.             |
| 141                               | Sandy Casar (FRA)                                     | 22è              |
| 142                               | Pierrick Fédrigo (FRA)                                | 48è              |
| 143                               | Iauhèn Hutaròvitx (BLR) · → Campió de Belarús en ruta | AB-15            |
| 144                               | Matthieu Ladagnous (FRA)                              | 85è              |
| 145                               | Cédric Pineau (FRA)                                   | 133è             |
| 146                               | Thibaut Pinot (FRA)*                                  | 10è              |
| 147                               | Anthony Roux (FRA)*                                   | 126è             |
| 148                               | Jérémy Roy (FRA)                                      | 66è              |
| 149                               | Arthur Vichot (FRA)*                                  | 94è              |
| Director esportiu : Franck Pineau |                                                       |                  |

| Rabobank ProTeam · RAB            | Rabobank ProTeam · RAB                                         | Rabobank ProTeam · RAB |
| --------------------------------- | -------------------------------------------------------------- | ---------------------- |
| Núm.                              | Ciclista                                                       | Pos.                   |
| 151                               | Robert Gesink (NED)                                            | NP-12                  |
| 152                               | Steven Kruijswijk (NED)*                                       | 33è                    |
| 153                               | Bauke Mollema (NED)                                            | AB-11                  |
| 154                               | Mark Renshaw (AUS)                                             | AB-11                  |
| 155                               | Luis León Sánchez (ESP) · → Campió d'Espanya en contrarellotge | 64è                    |
| 156                               | Bram Tankink (NED)                                             | 144è                   |
| 157                               | Laurens ten Dam (NED)                                          | 28è                    |
| 158                               | Maarten Tjallingii (NED)                                       | NP-4                   |
| 159                               | Maarten Wynants (BEL)                                          | NP-7                   |
| Director esportiu : Frans Maassen |                                                                |                        |

| Movistar Team · MOV               | Movistar Team · MOV              | Movistar Team · MOV |
| --------------------------------- | -------------------------------- | ------------------- |
| Núm.                              | Ciclista                         | Pos.                |
| 161                               | Alejandro Valverde (ESP)         | 20è                 |
| 162                               | Juan José Cobo (ESP)             | 30è                 |
| 163                               | Rui Alberto Faria da Costa (POR) | 18è                 |
| 164                               | Imanol Erviti (ESP)              | NP-7                |
| 165                               | José Iván Gutiérrez (ESP)        | NP-7                |
| 166                               | Vladímir Karpets (RUS)           | 53è                 |
| 167                               | Vassil Kirienka (BLR)            | 77è                 |
| 168                               | Rubén Plaza (ESP)                | 101è                |
| 169                               | José Joaquín Rojas (ESP)         | AB-3                |
| Director esportiu : Yvon Ledanois |                                  |                     |

| Team Saxo-Tinkoff · STB       | Team Saxo-Tinkoff · STB    | Team Saxo-Tinkoff · STB |
| ----------------------------- | -------------------------- | ----------------------- |
| Núm.                          | Ciclista                   | Pos.                    |
| 171                           | Jonathan Cantwell (AUS)    | 137è                    |
| 172                           | Juan José Haedo (ARG)      | 140è                    |
| 173                           | Karsten Kroon (NED)        | 143è                    |
| 174                           | Anders Lund (DEN)          | 127è                    |
| 175                           | Michael Mørkøv (DEN)       | 93è                     |
| 176                           | Nick Nuyens (BEL)          | 121è                    |
| 177                           | Sérgio Paulinho (POR)      | 50è                     |
| 178                           | Chris Anker Sørensen (DEN) | 14è                     |
| 179                           | Nicki Sørensen (DEN)       | 99è                     |
| Director esportiu : Dan Frost |                            |                         |

| Astana Qazaqstan Team · AST             | Astana Qazaqstan Team · AST                                                            | Astana Qazaqstan Team · AST |
| --------------------------------------- | -------------------------------------------------------------------------------------- | --------------------------- |
| Núm.                                    | Ciclista                                                                               | Pos.                        |
| 181                                     | Janez Brajkovič (SVN)                                                                  | 9è                          |
| 182                                     | Borut Božič (SVN) · → Campió d'Eslovènia en ruta                                       | 129è                        |
| 183                                     | Dmitri Fofónov (KAZ)                                                                   | 63è                         |
| 184                                     | Andrí Hrivko (UKR) · → Campió d'Ucraïna en ruta · → Campió d'Ucraïna en contrarellotge | 43è                         |
| 185                                     | Valentin Iglinsky (KAZ)                                                                | 116è                        |
| 186                                     | Andrei Kàixetxkin (KAZ)                                                                | 78è                         |
| 187                                     | Fredrik Kessiakoff (SWE)                                                               | 40è                         |
| 188                                     | Robert Kiserlovski (CRO)                                                               | AB-14                       |
| 189                                     | Aleksandr Vinokúrov (KAZ)                                                              | 31è                         |
| Director esportiu : Giuseppe Martinelli |                                                                                        |                             |

| Omega Pharma-Quick Step · OPQ  | Omega Pharma-Quick Step · OPQ                                 | Omega Pharma-Quick Step · OPQ |
| ------------------------------ | ------------------------------------------------------------- | ----------------------------- |
| Núm.                           | Ciclista                                                      | Pos.                          |
| 191                            | Levi Leipheimer (EUA)                                         | 32è                           |
| 192                            | Sylvain Chavanel (FRA) · → Campió de França en contrarellotge | AB-15                         |
| 193                            | Kevin de Weert (BEL)                                          | 70è                           |
| 194                            | Dries Devenyns (BEL)                                          | 68è                           |
| 195                            | Bert Grabsch (GER)                                            | 125è                          |
| 196                            | Tony Martin (GER)                                             | NP-10                         |
| 197                            | Jérôme Pineau (FRA)                                           | 112è                          |
| 198                            | Martin Velits (SVK)                                           | 88è                           |
| 199                            | Peter Velits (SVK) · → Campió d'Eslovàquia en contrarellotge  | 27è                           |
| Director esportiu : Brian Holm |                                                               |                               |

| Orica-GreenEDGE · OGE             | Orica-GreenEDGE · OGE                              | Orica-GreenEDGE · OGE |
| --------------------------------- | -------------------------------------------------- | --------------------- |
| Núm.                              | Ciclista                                           | Pos.                  |
| 201                               | Simon Gerrans (AUS) · → Campió d'Austràlia en ruta | 79è                   |
| 202                               | Michael Albasini (SUI)                             | 110è                  |
| 203                               | Baden Cooke (AUS)                                  | 117è                  |
| 204                               | Matthew Goss (AUS)                                 | 120è                  |
| 205                               | Daryl Impey (RSA)                                  | 111è                  |
| 206                               | Brett Lancaster (AUS)                              | AB-15                 |
| 207                               | Sebastian Langeveld (NED)                          | 150è                  |
| 208                               | Stuart O'Grady (AUS)                               | 97è                   |
| 209                               | Pieter Weening (NED)                               | 72è                   |
| Director esportiu : Matthew White |                                                    |                       |

| Argos-Shimano · ARG                      | Argos-Shimano · ARG       | Argos-Shimano · ARG |
| ---------------------------------------- | ------------------------- | ------------------- |
| Núm.                                     | Ciclista                  | Pos.                |
| 211                                      | Marcel Kittel (GER)*      | AB-5                |
| 212                                      | Roy Curvers (NED)         | 135è                |
| 213                                      | Koen de Kort (NED)        | 103è                |
| 214                                      | Johannes Fröhlinger (GER) | NP-8                |
| 215                                      | Patrick Gretsch (GER)*    | 141è                |
| 216                                      | Yann Huguet (FRA)         | 138è                |
| 217                                      | Matthieu Sprick (FRA)     | 113è                |
| 218                                      | Albert Timmer (NED)       | 148è                |
| 219                                      | Tom Veelers (NED)         | AB-12               |
| Director esportiu : Christian Guiberteau |                           |                     |

| BMC Racing Team · BMC             | BMC Racing Team · BMC                                          | BMC Racing Team · BMC |
| --------------------------------- | -------------------------------------------------------------- | --------------------- |
| Núm.                              | Ciclista                                                       | Pos.                  |
| 1                                 | Cadel Evans (AUS)                                              | 7è                    |
| 2                                 | Marcus Burghardt (GER)                                         | 58è                   |
| 3                                 | Steven Cummings (GBR)                                          | 95è                   |
| 4                                 | Philippe Gilbert (BEL) · → Campió de Bèlgica en contrarellotge | 46è                   |
| 5                                 | George Hincapie (EUA)                                          | 38è                   |
| 6                                 | Amaël Moinard (FRA)                                            | 45è                   |
| 7                                 | Manuel Quinziato (ITA)                                         | 109è                  |
| 8                                 | Michael Schär (SUI)                                            | 49è                   |
| 9                                 | Tejay van Garderen (EUA)*                                      | 5è                    |
| Director esportiu : John Lelangue |                                                                |                       |

| RadioShack-Nissan · RNT            | RadioShack-Nissan · RNT                                        | RadioShack-Nissan · RNT |
| ---------------------------------- | -------------------------------------------------------------- | ----------------------- |
| Núm.                               | Ciclista                                                       | Pos.                    |
| 11                                 | Fränk Schleck (LUX)                                            | NP-16                   |
| 12                                 | Fabian Cancellara (SUI) · → Campió de Suïssa en contrarellotge | NP-11                   |
| 13                                 | Tony Gallopin (FRA)*                                           | AB-13                   |
| 14                                 | Christopher Horner (EUA)                                       | 13è                     |
| 15                                 | Andreas Klöden (GER)                                           | 11è                     |
| 16                                 | Maxime Monfort (BEL)                                           | 16è                     |
| 17                                 | Iaroslav Popòvitx (UKR)                                        | 76è                     |
| 18                                 | Jens Voigt (GER)                                               | 52è                     |
| 19                                 | Haimar Zubeldia (ESP)                                          | 6è                      |
| Director esportiu : Alain Gallopin |                                                                |                         |

| Team Europcar · EUC                   | Team Europcar · EUC       | Team Europcar · EUC |
| ------------------------------------- | ------------------------- | ------------------- |
| Núm.                                  | Ciclista                  | Pos.                |
| 21                                    | Thomas Voeckler (FRA)     | 26è                 |
| 22                                    | Yukiya Arashiro (JPN)     | 84è                 |
| 23                                    | Giovanni Bernaudeau (FRA) | AB-15               |
| 24                                    | Cyril Gautier (FRA)*      | 61è                 |
| 25                                    | Yohann Gène (FRA)         | 139è                |
| 26                                    | Vincent Jérôme (FRA)      | AB-15               |
| 27                                    | Christophe Kern (FRA)     | 83è                 |
| 28                                    | Davide Malacarne (ITA)*   | 59è                 |
| 29                                    | Pierre Rolland (FRA)      | 8è                  |
| Director esportiu : Dominique Arnould |                           |                     |

| Euskaltel–Euskadi · EUS                 | Euskaltel–Euskadi · EUS  | Euskaltel–Euskadi · EUS |
| --------------------------------------- | ------------------------ | ----------------------- |
| Núm.                                    | Ciclista                 | Pos.                    |
| 31                                      | Samuel Sánchez (ESP)     | AB-8                    |
| 32                                      | Mikel Astarloza (ESP)    | AB-6                    |
| 33                                      | Jorge Azanza (ESP)       | 74è                     |
| 34                                      | Gorka Izagirre (ESP)*    | 39è                     |
| 35                                      | Egoi Martínez (ESP)      | 17è                     |
| 36                                      | Rubén Pérez Moreno (ESP) | 87è                     |
| 37                                      | Amets Txurruka (ESP)     | NP-7                    |
| 38                                      | Pablo Urtasun (ESP)      | 134è                    |
| 39                                      | Gorka Verdugo (ESP)      | AB-8                    |
| Director esportiu : Gorka Gerrikagoitia |                          |                         |

| Lampre-ISD · LAM                      | Lampre-ISD · LAM          | Lampre-ISD · LAM |
| ------------------------------------- | ------------------------- | ---------------- |
| Núm.                                  | Ciclista                  | Pos.             |
| 41                                    | Michele Scarponi (ITA)    | 24è              |
| 42                                    | Grega Bole (SVN)          | AB-16            |
| 43                                    | Danilo Hondo (GER)        | 86è              |
| 44                                    | Yuriy Krivtsov (FRA)      | HD-11            |
| 45                                    | Matthew Lloyd (AUS)       | AB-10            |
| 46                                    | Marco Marzano (ITA)       | 80è              |
| 47                                    | Alessandro Petacchi (ITA) | HD-11            |
| 48                                    | Simone Stortoni (ITA)     | 69è              |
| 49                                    | Davide Viganò (ITA)       | AB-6             |
| Director esportiu : Fabrizio Bontempi |                           |                  |

| Liquigas-Cannondale · LIQ        | Liquigas-Cannondale · LIQ                          | Liquigas-Cannondale · LIQ |
| -------------------------------- | -------------------------------------------------- | ------------------------- |
| Núm.                             | Ciclista                                           | Pos.                      |
| 51                               | Vincenzo Nibali (ITA)                              | 3r                        |
| 52                               | Ivan Basso (ITA)                                   | 25è                       |
| 53                               | Federico Canuti (ITA)                              | 114è                      |
| 54                               | Kristjan Koren (SVN)                               | 98è                       |
| 55                               | Dominik Nerz (GER)*                                | 47è                       |
| 56                               | Daniel Oss (ITA)*                                  | 105è                      |
| 57                               | Peter Sagan (SVK)* · → Campió d'Eslovàquia en ruta | 42è                       |
| 58                               | Sylwester Szmyd (POL)                              | 71è                       |
| 59                               | Alessandro Vanotti (ITA)                           | 118è                      |
| Director esportiu : Mario Scirea |                                                    |                           |

| Garmin-Sharp · GRS                     | Garmin-Sharp · GRS                                                   | Garmin-Sharp · GRS |
| -------------------------------------- | -------------------------------------------------------------------- | ------------------ |
| Núm.                                   | Ciclista                                                             | Pos.               |
| 61                                     | Ryder Hesjedal (CAN)                                                 | NP-7               |
| 62                                     | Thomas Danielson (EUA)                                               | AB-6               |
| 63                                     | Tyler Farrar (EUA)                                                   | 151è               |
| 64                                     | Robert Hunter (RSA) · → Campió de Sud-àfrica en ruta                 | NP-7               |
| 65                                     | Daniel Martin (IRL)                                                  | 35è                |
| 66                                     | David Millar (GBR)                                                   | 106è               |
| 67                                     | Johan Vansummeren (BEL)                                              | 147è               |
| 68                                     | Christian Vande Velde (EUA)                                          | 60è                |
| 69                                     | David Zabriskie (EUA) · → Campió dels Estats Units en contrarellotge | 100è               |
| Director esportiu : Jonathan Vaughters |                                                                      |                    |

| AG2R La Mondiale · ALM             | AG2R La Mondiale · ALM       | AG2R La Mondiale · ALM |
| ---------------------------------- | ---------------------------- | ---------------------- |
| Núm.                               | Ciclista                     | Pos.                   |
| 71                                 | Jean-Christophe Péraud (FRA) | 44è                    |
| 72                                 | Maxime Bouet (FRA)           | 55è                    |
| 73                                 | Mikaël Cherel (FRA)          | 62è                    |
| 74                                 | Hubert Dupont (FRA)          | NP-7                   |
| 75                                 | Sébastien Hinault (FRA)      | 122è                   |
| 76                                 | Blel Kadri (FRA)             | 89è                    |
| 77                                 | Sébastien Minard (FRA)       | 65è                    |
| 78                                 | Christophe Riblon (FRA)      | 73è                    |
| 79                                 | Nicolas Roche (IRL)          | 12è                    |
| Director esportiu : Vincent Lavenu |                              |                        |

| Cofidis · COF                   | Cofidis · COF                                               | Cofidis · COF |
| ------------------------------- | ----------------------------------------------------------- | ------------- |
| Núm.                            | Ciclista                                                    | Pos.          |
| 81                              | Rein Taaramäe (EST)* · → Campió d'Estònia en contrarellotge | 36è           |
| 82                              | Rémy di Grégorio (FRA)                                      | EX-10         |
| 83                              | Samuel Dumoulin (FRA)                                       | 107è          |
| 84                              | Nicolas Edet (FRA)*                                         | 128è          |
| 85                              | Julien Fouchard (FRA)                                       | 149è          |
| 86                              | Jan Ghyselinck (BEL)*                                       | 152è          |
| 87                              | Luis Ángel Maté (ESP)                                       | 130è          |
| 88                              | David Moncoutié (FRA)                                       | AB-12         |
| 89                              | Romain Zingle (BEL)*                                        | 90è           |
| Director esportiu : Didier Rous |                                                             |               |

| Saur-Sojasun · SAU                  | Saur-Sojasun · SAU       | Saur-Sojasun · SAU |
| ----------------------------------- | ------------------------ | ------------------ |
| Núm.                                | Ciclista                 | Pos.               |
| 91                                  | Jérôme Coppel (FRA)      | 21è                |
| 92                                  | Anthony Delaplace (FRA)* | AB-7               |
| 93                                  | Jimmy Engoulvent (FRA)   | 153è               |
| 94                                  | Brice Feillu (FRA)       | 91è                |
| 95                                  | Fabrice Jeandesboz (FRA) | 54è                |
| 96                                  | Cyril Lemoine (FRA)      | 136è               |
| 97                                  | Guillaume Levarlet (FRA) | 75è                |
| 98                                  | Jean-Marc Marino (FRA)   | 131è               |
| 99                                  | Julien Simon (FRA)       | 92è                |
| Director esportiu : Lylian Lebreton |                          |                    |

| Team Sky · SKY                 | Team Sky · SKY                                            | Team Sky · SKY |
| ------------------------------ | --------------------------------------------------------- | -------------- |
| Núm.                           | Ciclista                                                  | Pos.           |
| 101                            | Bradley Wiggins (GBR)                                     | 1r             |
| 102                            | Edvald Boasson Hagen (NOR)* · → Campió de Noruega en ruta | 56è            |
| 103                            | Mark Cavendish (GBR) · → Campió del món en ruta           | 142è           |
| 104                            | Bernhard Eisel (AUT)                                      | 146è           |
| 105                            | Christopher Froome (GBR)                                  | 2n             |
| 106                            | Christian Knees (GER)                                     | 82è            |
| 107                            | Richie Porte (AUS)                                        | 34è            |
| 108                            | Michael Rogers (AUS)                                      | 23è            |
| 109                            | Kanstantsín Siutsou (BLR)                                 | AB-3           |
| Director esportiu : Sean Yates |                                                           |                |

| Lotto-Belisol · LTB               | Lotto-Belisol · LTB         | Lotto-Belisol · LTB |
| --------------------------------- | --------------------------- | ------------------- |
| Núm.                              | Ciclista                    | Pos.                |
| 111                               | Jurgen van den Broeck (BEL) | 4t                  |
| 112                               | Lars Ytting Bak (DEN)       | 96è                 |
| 113                               | Francis de Greef (BEL)      | 102è                |
| 114                               | André Greipel (GER)         | 123è                |
| 115                               | Adam Hansen (AUS)           | 81è                 |
| 116                               | Gregory Henderson (AUS)     | 124è                |
| 117                               | Jürgen Roelandts (BEL)      | 104è                |
| 118                               | Marcel Sieberg (GER)        | 132è                |
| 119                               | Jelle Vanendert (BEL)       | 29è                 |
| Director esportiu : Herman Frison |                             |                     |

| Vacansoleil-DCM · VCD                 | Vacansoleil-DCM · VCD                                             | Vacansoleil-DCM · VCD |
| ------------------------------------- | ----------------------------------------------------------------- | --------------------- |
| Núm.                                  | Ciclista                                                          | Pos.                  |
| 121                                   | Lieuwe Westra (NED) · Campió dels Països Baixos en contrarellotge | AB-11                 |
| 122                                   | Kris Boeckmans (BEL)*                                             | 115è                  |
| 123                                   | Johnny Hoogerland (NED)                                           | 57è                   |
| 124                                   | Gustav Larsson (SWE) · → Campió de Suècia en contrarellotge       | AB-11                 |
| 125                                   | Marco Marcato (ITA)                                               | 67è                   |
| 126                                   | Wout Poels (NED)*                                                 | AB-6                  |
| 127                                   | Rob Ruijgh (NED)                                                  | AB-11                 |
| 128                                   | Rafael Valls (ESP)*                                               | 41è                   |
| 129                                   | Kenny van Hummel (NED)                                            | AB-15                 |
| Director esportiu : Michel Cornelisse |                                                                   |                       |

| Team Katusha · KAT               | Team Katusha · KAT                                        | Team Katusha · KAT |
| -------------------------------- | --------------------------------------------------------- | ------------------ |
| Núm.                             | Ciclista                                                  | Pos.               |
| 131                              | Denís Ménxov (RUS) · → Campió de Rússia en contrarellotge | 15è                |
| 132                              | Giampaolo Caruso (ITA)                                    | 37è                |
| 133                              | Óscar Freire (ESP)                                        | NP-7               |
| 134                              | Vladímir Gússev (RUS)                                     | AB-16              |
| 135                              | Joan Horrach (ESP)                                        | 119è               |
| 136                              | Aleksandr Kuschynski (BLR)                                | 145è               |
| 137                              | Luca Paolini (ITA)                                        | 108è               |
| 138                              | Iuri Trofímov (RUS)                                       | 51è                |
| 139                              | Eduard Vorgànov (RUS) · → Campió de Rússia en ruta        | 19è                |
| Director esportiu : Valerio Piva |                                                           |                    |

| FDJ-BigMat · FDJ                  | FDJ-BigMat · FDJ                                      | FDJ-BigMat · FDJ |
| --------------------------------- | ----------------------------------------------------- | ---------------- |
| Núm.                              | Ciclista                                              | Pos.             |
| 141                               | Sandy Casar (FRA)                                     | 22è              |
| 142                               | Pierrick Fédrigo (FRA)                                | 48è              |
| 143                               | Iauhèn Hutaròvitx (BLR) · → Campió de Belarús en ruta | AB-15            |
| 144                               | Matthieu Ladagnous (FRA)                              | 85è              |
| 145                               | Cédric Pineau (FRA)                                   | 133è             |
| 146                               | Thibaut Pinot (FRA)*                                  | 10è              |
| 147                               | Anthony Roux (FRA)*                                   | 126è             |
| 148                               | Jérémy Roy (FRA)                                      | 66è              |
| 149                               | Arthur Vichot (FRA)*                                  | 94è              |
| Director esportiu : Franck Pineau |                                                       |                  |

| Rabobank ProTeam · RAB            | Rabobank ProTeam · RAB                                         | Rabobank ProTeam · RAB |
| --------------------------------- | -------------------------------------------------------------- | ---------------------- |
| Núm.                              | Ciclista                                                       | Pos.                   |
| 151                               | Robert Gesink (NED)                                            | NP-12                  |
| 152                               | Steven Kruijswijk (NED)*                                       | 33è                    |
| 153                               | Bauke Mollema (NED)                                            | AB-11                  |
| 154                               | Mark Renshaw (AUS)                                             | AB-11                  |
| 155                               | Luis León Sánchez (ESP) · → Campió d'Espanya en contrarellotge | 64è                    |
| 156                               | Bram Tankink (NED)                                             | 144è                   |
| 157                               | Laurens ten Dam (NED)                                          | 28è                    |
| 158                               | Maarten Tjallingii (NED)                                       | NP-4                   |
| 159                               | Maarten Wynants (BEL)                                          | NP-7                   |
| Director esportiu : Frans Maassen |                                                                |                        |

| Movistar Team · MOV               | Movistar Team · MOV              | Movistar Team · MOV |
| --------------------------------- | -------------------------------- | ------------------- |
| Núm.                              | Ciclista                         | Pos.                |
| 161                               | Alejandro Valverde (ESP)         | 20è                 |
| 162                               | Juan José Cobo (ESP)             | 30è                 |
| 163                               | Rui Alberto Faria da Costa (POR) | 18è                 |
| 164                               | Imanol Erviti (ESP)              | NP-7                |
| 165                               | José Iván Gutiérrez (ESP)        | NP-7                |
| 166                               | Vladímir Karpets (RUS)           | 53è                 |
| 167                               | Vassil Kirienka (BLR)            | 77è                 |
| 168                               | Rubén Plaza (ESP)                | 101è                |
| 169                               | José Joaquín Rojas (ESP)         | AB-3                |
| Director esportiu : Yvon Ledanois |                                  |                     |

| Team Saxo-Tinkoff · STB       | Team Saxo-Tinkoff · STB    | Team Saxo-Tinkoff · STB |
| ----------------------------- | -------------------------- | ----------------------- |
| Núm.                          | Ciclista                   | Pos.                    |
| 171                           | Jonathan Cantwell (AUS)    | 137è                    |
| 172                           | Juan José Haedo (ARG)      | 140è                    |
| 173                           | Karsten Kroon (NED)        | 143è                    |
| 174                           | Anders Lund (DEN)          | 127è                    |
| 175                           | Michael Mørkøv (DEN)       | 93è                     |
| 176                           | Nick Nuyens (BEL)          | 121è                    |
| 177                           | Sérgio Paulinho (POR)      | 50è                     |
| 178                           | Chris Anker Sørensen (DEN) | 14è                     |
| 179                           | Nicki Sørensen (DEN)       | 99è                     |
| Director esportiu : Dan Frost |                            |                         |

| Astana Qazaqstan Team · AST             | Astana Qazaqstan Team · AST                                                            | Astana Qazaqstan Team · AST |
| --------------------------------------- | -------------------------------------------------------------------------------------- | --------------------------- |
| Núm.                                    | Ciclista                                                                               | Pos.                        |
| 181                                     | Janez Brajkovič (SVN)                                                                  | 9è                          |
| 182                                     | Borut Božič (SVN) · → Campió d'Eslovènia en ruta                                       | 129è                        |
| 183                                     | Dmitri Fofónov (KAZ)                                                                   | 63è                         |
| 184                                     | Andrí Hrivko (UKR) · → Campió d'Ucraïna en ruta · → Campió d'Ucraïna en contrarellotge | 43è                         |
| 185                                     | Valentin Iglinsky (KAZ)                                                                | 116è                        |
| 186                                     | Andrei Kàixetxkin (KAZ)                                                                | 78è                         |
| 187                                     | Fredrik Kessiakoff (SWE)                                                               | 40è                         |
| 188                                     | Robert Kiserlovski (CRO)                                                               | AB-14                       |
| 189                                     | Aleksandr Vinokúrov (KAZ)                                                              | 31è                         |
| Director esportiu : Giuseppe Martinelli |                                                                                        |                             |

| Omega Pharma-Quick Step · OPQ  | Omega Pharma-Quick Step · OPQ                                 | Omega Pharma-Quick Step · OPQ |
| ------------------------------ | ------------------------------------------------------------- | ----------------------------- |
| Núm.                           | Ciclista                                                      | Pos.                          |
| 191                            | Levi Leipheimer (EUA)                                         | 32è                           |
| 192                            | Sylvain Chavanel (FRA) · → Campió de França en contrarellotge | AB-15                         |
| 193                            | Kevin de Weert (BEL)                                          | 70è                           |
| 194                            | Dries Devenyns (BEL)                                          | 68è                           |
| 195                            | Bert Grabsch (GER)                                            | 125è                          |
| 196                            | Tony Martin (GER)                                             | NP-10                         |
| 197                            | Jérôme Pineau (FRA)                                           | 112è                          |
| 198                            | Martin Velits (SVK)                                           | 88è                           |
| 199                            | Peter Velits (SVK) · → Campió d'Eslovàquia en contrarellotge  | 27è                           |
| Director esportiu : Brian Holm |                                                               |                               |

| Orica-GreenEDGE · OGE             | Orica-GreenEDGE · OGE                              | Orica-GreenEDGE · OGE |
| --------------------------------- | -------------------------------------------------- | --------------------- |
| Núm.                              | Ciclista                                           | Pos.                  |
| 201                               | Simon Gerrans (AUS) · → Campió d'Austràlia en ruta | 79è                   |
| 202                               | Michael Albasini (SUI)                             | 110è                  |
| 203                               | Baden Cooke (AUS)                                  | 117è                  |
| 204                               | Matthew Goss (AUS)                                 | 120è                  |
| 205                               | Daryl Impey (RSA)                                  | 111è                  |
| 206                               | Brett Lancaster (AUS)                              | AB-15                 |
| 207                               | Sebastian Langeveld (NED)                          | 150è                  |
| 208                               | Stuart O'Grady (AUS)                               | 97è                   |
| 209                               | Pieter Weening (NED)                               | 72è                   |
| Director esportiu : Matthew White |                                                    |                       |

| Argos-Shimano · ARG                      | Argos-Shimano · ARG       | Argos-Shimano · ARG |
| ---------------------------------------- | ------------------------- | ------------------- |
| Núm.                                     | Ciclista                  | Pos.                |
| 211                                      | Marcel Kittel (GER)*      | AB-5                |
| 212                                      | Roy Curvers (NED)         | 135è                |
| 213                                      | Koen de Kort (NED)        | 103è                |
| 214                                      | Johannes Fröhlinger (GER) | NP-8                |
| 215                                      | Patrick Gretsch (GER)*    | 141è                |
| 216                                      | Yann Huguet (FRA)         | 138è                |
| 217                                      | Matthieu Sprick (FRA)     | 113è                |
| 218                                      | Albert Timmer (NED)       | 148è                |
| 219                                      | Tom Veelers (NED)         | AB-12               |
| Director esportiu : Christian Guiberteau |                           |                     |